# (99997) 1981 EN45
(99997) 1981 EN45 es un asteroide perteneciente al cinturón de asteroides, descubierto el 1 de marzo de 1981 por Schelte John Bus desde el Observatorio de Siding Spring, Nueva Gales del Sur, Australia.

## Designación y nombre
Designado provisionalmente como 1981 EN45.

## Características orbitales
1981 EN45 está situado a una distancia media del Sol de 2,244 ua, pudiendo alejarse hasta 2,689 ua y acercarse hasta 1,799 ua. Su excentricidad es 0,198 y la inclinación orbital 3,246 grados. Emplea 1228,47 días en completar una órbita alrededor del Sol.

## Características físicas
La magnitud absoluta de 1981 EN45 es 15,9. Tiene 3,281 km de diámetro y su albedo se estima en 0,072. Está asignado al tipo espectral.